# 北海道道277号琴似停車場新琴似線

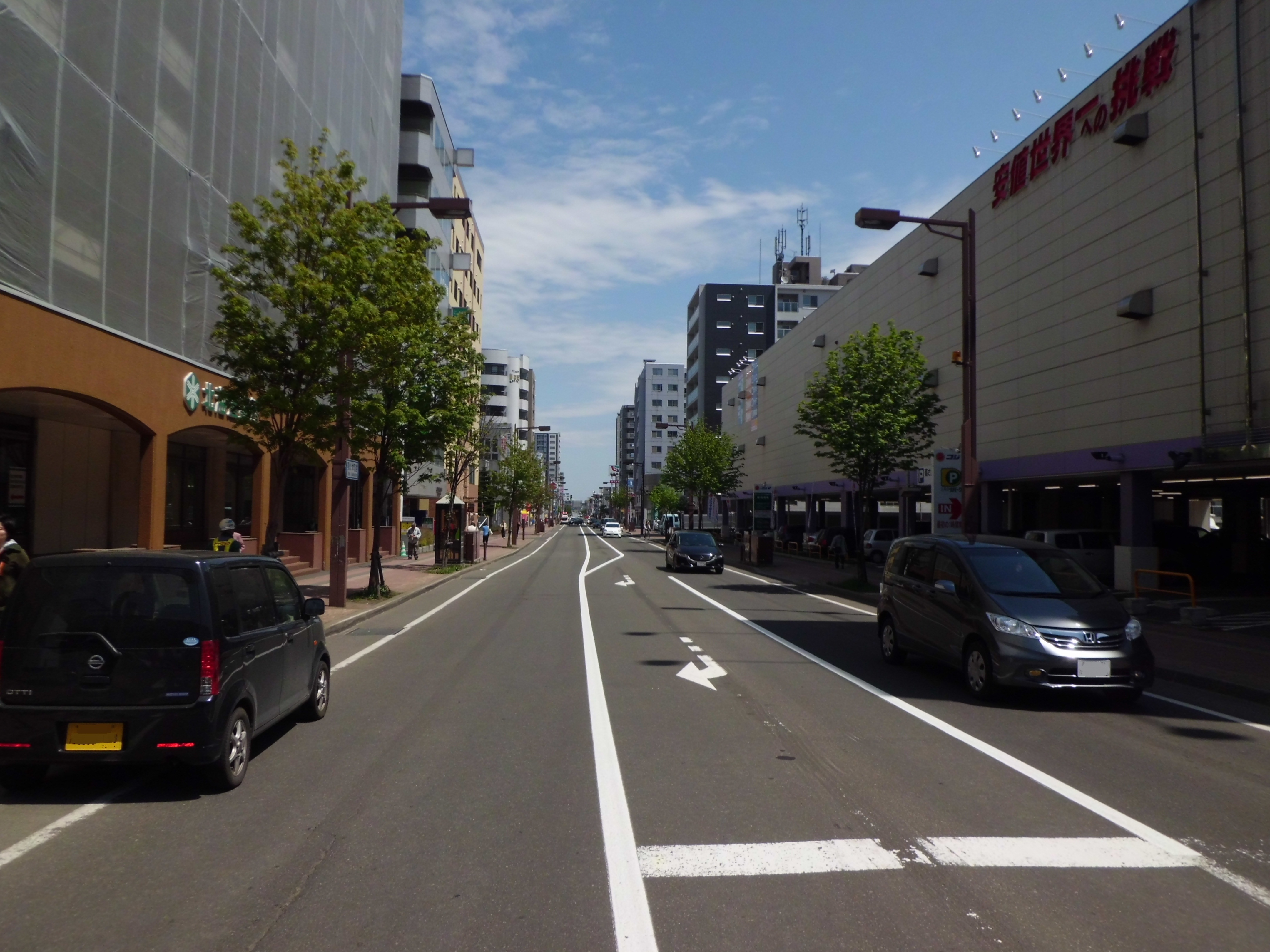
起点・JR琴似駅前より北東を望む

北海道道277号琴似停車場新琴似線（ほっかいどうどう277ごう ことにていしゃじょうしんことにせん）は、北海道札幌市西区と東区を結ぶ一般道道（北海道道）である。全線が札幌市管理路線。

## 概要
起点から八軒・新川・新琴似を経て、創成川を渡ると終点に至る。
札幌圏都市計画道路「琴似栄町通」の一部である。

### 路線データ
- 起点：北海道札幌市西区琴似2条1丁目（北海道道276号琴似停車場線交点・JR北海道 函館本線 琴似駅）
- 終点：北海道札幌市東区北49条東2丁目（国道231号交点）
- 総延長：5.1km

## 歴史
- 1957年（昭和32年）7月25日 - 221号として路線認定[1]。
- 1994年（平成6年）10月1日 - 路線番号を277号に変更[2]。

この路線の前身は1950年（昭和25年）3月14日に認定された準地方費道196号新琴似琴似線の一部である。

## 路線状況

### 重複区間
- 札幌市北区新琴似7条1丁目 - 札幌市東区北49条東2丁目（北海道道865号樽川篠路線）

## 地理

### 通過する自治体
- 石狩振興局
  - 札幌市（西区 - 北区 - 東区）

### 交差する道路
札幌市西区
- 北海道道276号琴似停車場線 - 琴似2条1丁目（起点）
- 北海道道452号下手稲札幌線 - 八軒5条西1丁目

札幌市北区
- 国道5号 - 新琴似1条1丁目
- 北海道道865号樽川篠路線 - 新琴似8条1丁目・北40条西6丁目

札幌市東区
- 国道231号 - 北49条東2丁目（終点）

### 沿線にある施設など
札幌市西区
- JR北海道 函館本線 琴似駅 - 琴似2条1丁目
- 北海道銀行八軒支店 - 八軒1条西1丁目1-1
- 札幌八軒一条郵便局 - 八軒1条西1丁目1-26
- 西警察署琴似駅前交番 - 八軒1条東1丁目5-8
- JAさっぽろ琴似支店 - 八軒1条東1丁目5-11
- 札幌市西健康づくりセンター - 八軒1条西1丁目7-7
- IMSグループ医療法人社団明生会イムス札幌消化器中央総合病院 - 八軒2条西1丁目1-1
- ローソン札幌八軒2条東店 - 八軒2条東1丁目489-3
- 北洋銀行八軒支店 - 八軒5条西1丁目1-60
- 札幌八軒郵便局 - 八軒5条西1丁目1-58
- 北海道信用金庫八軒支店 - 八軒5条西1丁目1-53
- ローソン札幌八軒7条店 - 八軒7条西1丁目3-51

札幌市北区
- 医療法人晴生会晴生会さっぽろ病院 - 新川1条1丁目1-23
- 北警察署新川交番 - 北26条西17丁目4-10
- 北海道銀行新川支店 - 新川2条1丁目2-36
- セイコーマート新川3条店 - 新川3条1丁目1-1
- セブン-イレブン北区北27条店 - 北27条西16丁目3-15
- 札幌北二十八条郵便局 - 北28条西15丁目3-10
- 留萌信用金庫新川支店 - 北28条西15丁目3-16
- セブン-イレブン札幌新琴似9条店 - 新琴似9条1丁目1-9
- ローソン札幌新琴似12条店 - 新琴似12条1丁目1-1